# NGC 4811
NGC 4811 é uma galáxia espiral barrada (SB0-a) localizada na direcção da constelação de Centaurus. Possui uma declinação de -41° 47' 51" e uma ascensão recta de 12 horas, 56 minutos e 52,3 segundos.
A galáxia NGC 4811 foi descoberta em 8 de Junho de 1834 por John Herschel.